# Податок
Пода́тки — це встановлені вищим органом законодавчої влади обов'язкові платежі, які сплачують фізичні та юридичні особи до бюджету у розмірах і термінах, передбачених законодавством.
Податок — обов'язковий, індивідуально безоплатний платіж, що стягується органами державної влади різних рівнів з юридичних осіб і фізичних осіб з метою фінансового забезпечення діяльності держави й (або) муніципальних утворень.
Податок — обов'язковий терміновий державний платіж, який сплачується примусово фізичними та юридичними особами на задоволення державних потреб; це встановлений вищим органом законодавчої влади обов'язковий індивідуальний безоплатний платіж, що стягується з юридичних та фізичних осіб до бюджетів різних рівнів і у термінах, передбачених законодавством; це обов'язковий платіж, що стягується органами державної влади з метою фінансового забезпечення діяльності держави. (гр. БО-15-1, 2016 р.)
Податки варто відрізняти від зборів (мита), стягнення яких має не безоплатний характер, а є умовою здійснення відносно їх платників певних дій.
Стягнення податків регулюється податковим законодавством (див. податкове право). Сукупність установлених податків, а також принципів, форм і методів їхнього встановлення, зміни, скасування, стягнення й контролю утворюють податкову систему держави.
Окремі автори розуміють під податком «примусове вилучення державою у домогосподарств та фірм певної суми коштів не в обмін на товари та послуги».

## Доктринальні визначення податку
Сергій Юлійович Вітте: «Податки — примусові збори (пожертвування) з доходу й майна підданих, що стягують у силу верховних прав держави заради здійснення вищих цілей державного сумісного життя».
Я. Таргулов, російський радянський економіст: «Податок є така форма доходів держави або яких-небудь інших суспільно-примусових одиниць, коли ці доходи, одержувані з майна громадян, є однобічною їхньою жертвою, без одержання ними якого-небудь еквівалента, випливають із природи держави як органа влади й служать для задоволення суспільних потреб».
К. Ееберг, німецький економіст: «Відношення платника до держави виставляє податок не як спеціальне подання за вигоди від приналежності державі, а як обов'язок громадянина, його жертву, внесену ним на підтримку й розвиток цілого».
Б. Г. Мільгаузен, російський фінансист: «Податями й податками в прямому розумінні слова називаються ті пожертвування, які піддані дають державі».
Жан Симонд де Сисмонді (1819): «Податок — ціна, що сплачується громадянином за отримані ним насолоди від громадського порядку, справедливості правосуддя, забезпечення свободи особи й права власності. За допомогою податків покриваються щорічні витрати держави, і кожен платник податків бере участь у такий спосіб у загальних витратах, чинених заради нього й заради його співгромадян».
Мюррей Ротбард (1982): «Всі інші особистості й групи в суспільстві (за винятком окремо взятих злочинців, таких, як злодії й грабіжники банків) здобувають свій доход на основі добровільних контрактів: або продаючи товари й послуги споживачам, або за допомогою акту дарування (тобто членство в клубі або асоціації, заповіт спадщини, одержання спадщини). Тільки держава добуває свій доход за допомогою насильства, загрожуючи жахливими стягненнями, якщо доход не з'являється. Таке насильство відомо як оподатковування, хоча в менш розвинені часи його називали даниною. Оподатковування — це попросту чисте злодійство, і злодійство це — разючих масштабів, з якими жоден злочинець і не зрівняється. Це примусове вилучення власності жителів або підданих держави».
Бу Свенссон: «Податок — це ціна, яку ми всі сплачуємо за можливість використовувати суспільні ресурси для певних загальних цілей, наприклад, оборони й впливати на розподіл доходів і майна між громадянами».
Іван Іванович Янжул (1898): «Однобічні економічні пожертвування громадян або підданих, які держава або інші суспільні групи, через те, що вони є представниками суспільства, стягують легальним шляхом і законним способом з їхніх часток майна для задоволення необхідних суспільних потреб і спричинених ними витрат».
Микола Тургенєв, російський економіст (1818): «Податки — це суть кошти до досягнення мети суспільства або держави, тобто мети, що люди собі припускають при єднанні своєму в суспільство або при складанні держав. На цьому ґрунтується й право уряду вимагати податей від народу. Люди, з'єднавшись у суспільство й вручивши уряду владу верховну, вручили йому разом із цим і право вимагати податків».
А. А. Ісаєв (1887): «Податки — обов'язкові грошові платежі приватних господарств, що служать для покриття загальних витрат держави й одиниць самоврядування».
А. А. Соколов (1928): «Під податком потрібно розуміти примусовий збір, що стягується державною владою з окремих господарюючих осіб або господарств для покриття здійснених нею витрат або для досягнення яких-небудь завдань економічної політики без надання платникам його спеціального еквівалента».

## Основні функції податків
Податки виконують одночасно три основних функції: фіскальну, розподільну, регулюючу.
- Фіскальна функція оподатковування — основна функція оподатковування. Історично найбільш давня й одночасно основна: податки є переважною складовою доходів державного бюджету. Реалізація функції здійснюється за рахунок податкового контролю й податкових санкцій, які забезпечують максимальне збирання встановлених податків і створюють перешкоди ухилянню від сплати податків. Простіше кажучи, це збір податків на користь держави. Завдяки даній функції реалізується головне призначення податків: формування й мобілізація фінансових ресурсів держави. Всі інші функції оподатковування — похідні від фіскальної. У всякому разі, поряд із чисто фінансово-фіскальними цілями податки можуть переслідувати й інші, наприклад економічні або соціальні. Інакше кажучи, фінансові цілі, будучи найістотнішими, не є винятковими.

- Розподільна (соціальна) функція оподатковування — полягає в перерозподілі суспільних доходів (відбувається передача коштів на користь слабших і незахищеніших категорій громадян за рахунок покладання податкового тягаря на сильніші категорії населення).

- Регулююча функція оподатковування — спрямована на вирішення за допомогою податкових механізмів тих або інших завдань економічної політики держави. На думку видатного англійського економіста Джона Кейнса, податки існують у суспільстві винятково для регулювання економічних відносин. Під регулюючою функцією розуміємо можливість стимулювати чи дестимулювати економічні процеси в економіці. Стимулювання економіки за допомогою оподатковування — підтримка розвитку тих або інших економічних процесів. Це реалізується через систему пільг і звільнень. Нинішня система оподатковування надає широкий набір податкових пільг малим підприємствам, підприємствам інвалідів, сільськогосподарським виробникам, організаціям, що здійснюють капітальні вкладення у виробництво й добродійну діяльність, і т. д. Дестимулювання економіки за допомогою оподатковування — встановлення через податковий тягар перешкод для розвитку яких-небудь економічних процесів. Прикладом може бути збільшення ставки акцизного податку, що призведе до зменшення споживання підакцизних товарів

Можна назвати також відтворювальну підфункцію, що призначена для акумуляції коштів на відновлення використовуваних ресурсів. Цю підфункцію виконують відрахування на відтворення мінерально-сировинної бази, плата за воду й т.д.
Накопичувальна функція — узагальнення усіх функцій.

## Основні поняття
Суб'єкт оподаткування — юридична або фізична особа, яка зобов'язана згідно з чинним законодавством сплачувати відповідні податки або платежі.
Доцільно провести чітке розмежування у чинному фіскально-бюджетному законодавстві між визначенням категорії «платник» податку з поняттям «суб'єкт» оподаткування, які значною мірою ототожнюються, конкретизувавши їх в податковому законодавстві:
1. платник податку — юридична чи фізична особа, яка володіє певним майном або отримує відповідні доходи і безпосередньо зобов'язана сплачувати податки до бюджетів різних рівнів. Платник здебільшого є транзитною, посередницькою ланкою під час проходження доходів. Він не стільки сплачує податки до бюджету, скільки перераховує туди частину отриманих коштів від покупця;
2. суб'єкт оподаткування — один із учасників податкового процесу, який в межах своєї компетенції здійснює певні податкові процедури: держава в особі парламенту приймає податкові закони з питань оподаткування; органи податкової служби впроваджують це законодавство у фіскальну практику; платники податків виконують покладені на них податкові зобов'язання;
3. носій податку — кінцевий споживач матеріальних благ; особа, яка виступила реальним платником нагромаджених на всіх стадіях товаропросування податків.

Об'єкт оподаткування — предмет, що підлягає оподаткуванню.
Податкова ставка — розмір податку на одиницю оподаткування, встановлений в законодавчому порядку.
В залежності від методів встановлення розрізняють:
- універсальні ставки
- диференційовані ставки

За методом побудови:
- абсолютні — вказана сума
- відносні — у % (постійні, прогресивні, регресивні)

Одиниця оподаткування — одиниця вимірювання об'єкта господарювання.
Податковий період — період часу, за який відбувається сплата податку
Податкова система — сукупність податків і зборів, механізмів і способів розрахунку та сплати, а також суб'єктів податкової роботи, які забезпечують адміністрування і надходження податків і зборів до бюджету та інших державних цільових фондів.
Система оподаткування — система форм і методів стягнення різних форм податків з юридичних та фізичних осіб

## Види податків
Всі податки можна поділити на такі види залежно від органу влади, який їх встановлює, бази оподаткування, рівня доходу тощо: загальнодержавні та місцеві прямі та непрямі, акордні й прибуткові, прогресивні, регресивні та пропорційні.

### Прямі та непрямі податки
Загалом, податки діляться на прямі, тобто ті податки, які стягуються з економічних агентів за доходи від факторів виробництва й непрямі, тобто податки на товари й послуги, що складаються в самій ціні на предмети споживання. Прямими податками можна назвати такі, як податок на доходи фізичних осіб, податок на прибуток і подібні. До непрямих податків належать податок на додану вартість, акцизи й інші.
Значення цих термінів може вживатися в різних контекстах, що може іноді призводити до плутанини. Економічне визначення, дане Аткінсоном, говорить, що «… прямі податки можуть бути пристосовані до індивідуальних особливостей платника податків, у той час як непрямі податки стягуються за операціями, незалежно від обставин покупець або продавець». Юридичні визначення часто відрізняються від економічного.
В Україні:
- прямі — податки, що стягуються безпосередньо з доходів і майна платника податків. До прямих податків належать прибутковий податок з фізичних осіб, податок на прибуток, податок на майно.
- непрямі — податки на товари й послуги, установлювані центральними й місцевими органами влади у вигляді надбавок до ціни товарів або тарифу на послуги й незалежні від доходів платників податків. Виробники й продавці виступають у ролі збирачів непрямих податків, уповноважених на те державою, а покупець стає платником непрямого податку. Найпоширеніші непрямі податки у вигляді акцизів, податку із продажів, мит, митних зборів.

У конституційному праві США термін прямі податки стосується податків від особи (англ. tax per head) і податків на власність (англ. property tax), які базуються просто на факті наявності або власності. Непрямі податки накладаються на події, права, привілеї та діяльність. Таким чином, податок на продаж майна буде вважатися непрямим податком, а податок на саме володіння власністю є прямим податком.

### Акордні й прибуткові
Також прийнято розрізняти акордні й прибуткові податки. Перші держава встановлює поза залежністю від рівня доходу економічного агента. Таким чином,
{\displaystyle Tx=Tx(autonomous)\,}.
Під останніми ж мають на увазі податки, що становлять якийсь певний відсоток від доходу (Y). Дану залежність показує або гранична ставка податку (t), що пояснює, наскільки збільшується податок при збільшенні доходу на одну грошову одиницю, або середня ставка податку (q): просте відношення суми податку, що стягує, до величини доходу. Тобто,
{\displaystyle Tx=Tx(autonomous)+t*Y\,}
або
{\displaystyle Tx=Tx(autonomous)+q*Y\,}, де:
{\displaystyle q={\frac {Tx}{Y}}\,}
{\displaystyle t={\frac {\Delta Tx}{\Delta Y}}\,}

#### Прогресивні, регресивні або пропорційні
Прибуткові податки самі діляться на три типи:
- Прогресивні податки — податки, у яких середня податкова ставка підвищується зі збільшенням рівня доходу. Таким чином, якщо дохід агента збільшується, то росте й податкова ставка. Якщо ж, навпаки, падає величина доходу, то ставка так само падає[7]. (Див. Прогресивне оподатковування).

- Регресивні податки — податки, чия середня ставка податку знижується при збільшенні рівня доходу. Це означає, що при збільшенні доходів економічного агента, ставка падає, і, навпаки, росте, якщо дохід зменшується[8]. (Див. Регресивне оподатковування).

- Пропорційні податки — податки, ставка яких не залежить від величини оподатковуваного доходу.

За формою оподаткування:
- прямі
- непрямі

За об'єктом:
- на доходи
- на споживання
- на майно

За рівнем державних структур, що встановлюють податок:
- загальнодержавні
- місцеві

Залежно від напрямку використання:
- загальні
- цільові

## Найпоширеніші зразки
Акцизний податок — непрямий податок на товари або послуги. Акциз включається в ціну товару й вилучається в державний і місцевий бюджети.
Мито — податок, що стягується державою із транспортованих через національну границю товарів за ставками, передбаченим митним тарифом. За об'єктом обкладання розрізняють: ввізні, вивізні й транзитні мита. За методом обчислення (стягування) розрізняють адвалерні, специфічні й комбіновані мита. За принципом обмеження розрізняють спеціальне, антидемпінгове і компенсаційне мито. За терміном застосування мито може бути постійним, змінним та сезонним. За принципом заохочення — преференційним, пільговим та загальним (повним).
Податок на додану вартість — податок, що стягується з підприємств, на суму приросту вартості на даному підприємстві, обчислювану у вигляді різниці між виторгом від реалізації товарів і послуг і сумою на сировину, матеріали, напівфабрикати, отримані від інших виробників. Ряд товарів, послуг, видів діяльності частково або повністю звільняється від податку на додану вартість.
Сутність ПДВ в тому, що він є частиною створеної вартості, яку стягують з покупців усіх видів товарів та послуг. Платники: юридичні та фізичні особи, які здійснюють від свого імені виробничу або іншу підприємницьку діяльність на території України залежно від форм власності.
Розрахунок бази оподаткування = собівартість + прибуток + податки і збори.
База оподаткування при ввезенні придбаних іноземних товарів = митна вартість + транспортні витрати + страхування + інші витрати.
Податкове зобов'язання платника податку — загальний ПДВ, що нарахований платником податків і включений до робіт, послуг, які надаються у звітному періоді. Податковий кредит — сума податку на додану вартість, що сплачена платником податку у звітному періоді, у зв'язку з придбанням товарів, вартість яких належить до валових витрат виробництва і основних фондів чи нематеріальних активів, що підлягають амортизації.

## Податкове навантаження, податковий тягар
Рівень податків країни часто виміряється як загальна частка податків у валовому внутрішньому продукті (ВВП). ОЕСР публікує дані рівня оподатковування в країнах-членах.
| Країна          | Повний податок | Податки на доходи, прибуток, приріст капіталу й т.д. | Соціальні внески й пенсії | Податки на майно й т.п. | Податки на товари й послуги | Інші податки |
| --------------- | -------------- | ---------------------------------------------------- | ------------------------- | ----------------------- | --------------------------- | ------------ |
| Канада          | 33,3           | 16,6                                                 | 4,8                       | 3,3                     | 7,9                         | 0,7          |
| Мексика         | 18,0           | 5,0                                                  | 2,8                       | 0,3                     | 9,5                         | 0,4          |
| США             | 28,3           | 13,9                                                 | 6,6                       | 3,1                     | 4,7                         | 0,0          |
| Австралія       | 30,8           | 18,2                                                 | -                         | 2,7                     | 8,2                         | 1,5          |
| Японія          | 28,3           | 10,3                                                 | 10,3                      | 2,5                     | 5,1                         | 0,1          |
| Південна Корея  | 26,5           | 8,4                                                  | 5,5                       | 3,4                     | 8,3                         | 0,9          |
| Нова Зеландія   | 35,7           | 22,5                                                 | -                         | 1,9                     | 11,3                        | 0,0          |
| Австрія         | 42,3           | 12,7                                                 | 14,2                      | 0,6                     | 11,7                        | 3,1          |
| Бельгія         | 43,9           | 16,5                                                 | 13,6                      | 2,3                     | 11,0                        | 0,1          |
| Чехія           | 37,4           | 9,4                                                  | 16,2                      | 0,4                     | 11,1                        | 0,3          |
| Данія           | 48,7           | 29,0                                                 | 1,0                       | 1,9                     | 16,3                        | 0,1          |
| Фінляндія       | 43,0           | 16,9                                                 | 11,9                      | 1,1                     | 12,9                        | 0,2          |
| Франція         | 43,5           | 10,4                                                 | 16,1                      | 3,5                     | 10,7                        | 2,8          |
| Німеччина       | 36,2           | 11,3                                                 | 13,2                      | 0,9                     | 10,6                        | 0,2          |
| Греція          | 32,0           | 7,5                                                  | 11,7                      | 1,4                     | 11,4                        | 0,0          |
| Угорщина        | 39,5           | 10,0                                                 | 12,9                      | 0,8                     | 14,9                        | 0,9          |
| Ісландія        | 40,9           | 18,5                                                 | 3,1                       | 2,5                     | 16,5                        | 0,3          |
| Ірландія        | 30,8           | 12,1                                                 | 4,7                       | 2,5                     | 11,1                        | 0,4          |
| Італія          | 43,5           | 14,7                                                 | 13,0                      | 2,1                     | 11,0                        | 2,7          |
| Люксембург      | 36,5           | 12,8                                                 | 10,2                      | 3,6                     | 9,9                         | 0,0          |
| Нідерланди      | 37,5           | 10,9                                                 | 13,6                      | 1,2                     | 11,2                        | 0,6          |
| Норвегія        | 43,6           | 21,0                                                 | 9,1                       | 1,1                     | 12,4                        | 0,0          |
| Польща          | 34,9           | 8,0                                                  | 12,0                      | 1,2                     | 13,3                        | 0,4          |
| Португалія      | 36,4           | 9,4                                                  | 11,7                      | 1,4                     | 13,7                        | 0,2          |
| Словаччина      | 29,4           | 5,8                                                  | 11,7                      | 0,4                     | 11,3                        | 0,2          |
| Іспанія         | 37,2           | 12,4                                                 | 12,1                      | 3,0                     | 9,5                         | 0,2          |
| Швеція          | 48,3           | 18,7                                                 | 12,6                      | 1,2                     | 12,9                        | 2,9          |
| Швейцарія       | 28,9           | 13,2                                                 | 6,7                       | 2,4                     | 6,5                         | 0,1          |
| Туреччина       | 23,7           | 5,6                                                  | 5,1                       | 0,9                     | 11,3                        | 0,9          |
| Велика Британія | 36,1           | 14,3                                                 | 6,6                       | 4,5                     | 10,5                        | 0,2          |

Під фактичним податковим навантаженням на економіку розуміють частку реально виплачених обов'язкових платежів на користь держави в ВВП країни. Податкове навантаження значно варіюється по країнах. Для слаборозвинених країн (у яких немає потужної системи соціального забезпечення) характерна низьке податкове навантаження, для розвинених — відносно високе податкове навантаження (у Швеції доходило до 60 % ВВП в окремі роки). Виняток становлять деякі розвинені країни Південно-Східної Азії, де податкове навантаження відносно невисоке. В Російській федерації податкове навантаження становить близько 55 %(2009), що трохи нижче середнього рівня розвинених країн (вище, ніж в США, але нижче ніж в Німеччини, див. ).
Відповідно до Основних напрямків податкової політики Російської Федерації на 2011 рік і на плановий період 2012 й 2013 років величина податкового навантаження в 2000—2008 роках перебувала на рівні 35 — 36 % ВВП. Також сказано, що досягнутий рівень податкового навантаження в довгостроковій перспективі може виявитися нижче економічно виправданого рівня.
Розрізняють фактичне й номінальне податкове навантаження. Номінальне податкове навантаження — частка обов'язкових платежів у ВВП, що платники податків повинні виплатити у випадку повного виконання ними податкового законодавства. У Росії номінальне податкове навантаження на фізичну особу за станом на 2011 рік становить приблизно 62 %. З них: 13 % — прибутковий податок, 30 % — соціальний податок (зміни 2012 року), 15 % — частка ПДВ у загальній сумі виторгу, сплачувана фактично фізичною особою при покупці товарів/послуг (18 % / (100 % + 18 %) = 15,25 %). Різниця між номінальним і фактичним навантаженням характеризує ступінь відхилення від податків. Чим вище номінальне навантаження — тим вище відхилення. При перевищенні номінального навантаження певного рівня відхилення стає масовим і фактичним навантаженням знижується. Точка, у якій фактичне навантаження максимальне, називається точкою Лаффера. Вважається, що номінальне податкове навантаження повинна бути трохи нижче точки Лаффера, тому що більш високі значення змушують платників податків порушувати податкове законодавствоШаблон:Немає АИ.
Під податковим навантаженням на підприємство варто розуміти відношення суми податків і відрахувань, реальним платником яких є підприємство, до суми прибутку підприємства. Реальним платником податку є той суб'єкт, що є: — власником об'єкта оподатковування, коли обов'язок сплатити податок виникає при самому факті існування або виникнення об'єкта оподатковування; — користувач об'єктом оподатковування, коли обов'язок сплатити податок виникає тільки при знаходженні об'єкта в певних умовах користування. (Джерело: Табала, Д. Ч. Оподатковування як фактор підвищення конкурентноздатності підприємств Бєларусі / С. А. Пелих, Д. Ч. Табала // Фінанси. — 2004. № 11. — С. 73-76.)

## Історія зростання податкового тягаря
Італійський історик економіки Карло М. Чіполла наводить такі дані про історичний розмір податкового тягаря:
Загалом, слід визнати, що частка доходу, отриманого державним сектором, безсумнівно, зросла з одинадцятого століття по всій Європі, але важко уявити, що, крім певних часів та місць, державній владі коли-небудь вдавалося отримати більше 5-8 відсотків національного доходу.
У сучасних країнах податковий тягар становить бл. 50 % при зайнятості у держсекторі 15-20 %.

## Показник «податкове навантаження»
Показник «податкове навантаження» використовується для аналізу рівня податків, що сплачується господарським суб'єктом з метою контролю рівня виплат і виявлення суб'єктів, що потенційно ухиляються від оподатковування.
«Податкове навантаження» розраховане як співвідношення суми сплачених податків за даними звітності податкових органів й обороту (виторгу) організацій за даними служби державної статистики.
Граничне значення показника можуть встановлюватися щорічно по галузях народного господарства.
Також піддаються аналізу показники «рентабельність активів» й «рентабельність реалізації продукції».

## Вплив податків на економіку
Держава може встановлювати податки з різних причин: від перерозподілу доходів населення до усунення зовнішніх економічних ефектів. Вплив податків можна розглядати як на мікро-, так і на макроекономічному рівнях.

### З погляду макроекономіки
Зниження податків стимулює ріст як сукупного попиту, так і сукупної пропозиції.
Чим менше податків потрібно платити, тим більше очікуваного доходу в домогосподарств для споживання. Таким чином, росте сукупне споживання, а отже, і сукупний попит. Тому, уряди знижують податки, коли проводять стимулюючу економічну політику, тобто коли метою держави є вивести країну із дна економічного циклу. Відповідно, стримуюча економічна політика має на увазі підвищення податків, з метою усунення «перегріву економіки».
Фірми сприймають підвищення податків як додаткові витрати, що приводить до того, що вони скорочують пропозицію свого товару. Загалом, скорочення пропозицій фірм веде до скорочення сукупної пропозиції. Таким чином, розмір податку обернено пропорційний величині сукупної пропозиції. Залежність між впровадженням податків і станом сукупної пропозиції докладно описав у своїх роботах економічний радник Президента США Рональда Рейгана Артур Лаффер, що став засновником теорії «економіки пропозиції» («supply-side economics»). Його іменем названо модель, яка показує залежність між рівнем оподаткування та надходженнями до бюджету - крива Лаффера.

## Згадування про податки в мистецтві
У радянському мультиплікаційному фільмі Чиполіно принц Лимон повідомив про те, що після введення податку на повітря, жителі цього казкового міста стали менше дихати. Тому він наказує ввести ще податок на опади. Податкова ставка рівняється: за звичайний дощ — 100 лір, за заливний дощ — 200 лір, дощ із громом і блискавкою — 300 лір, град — 400 лір.